# Наказ НКВС № 00447

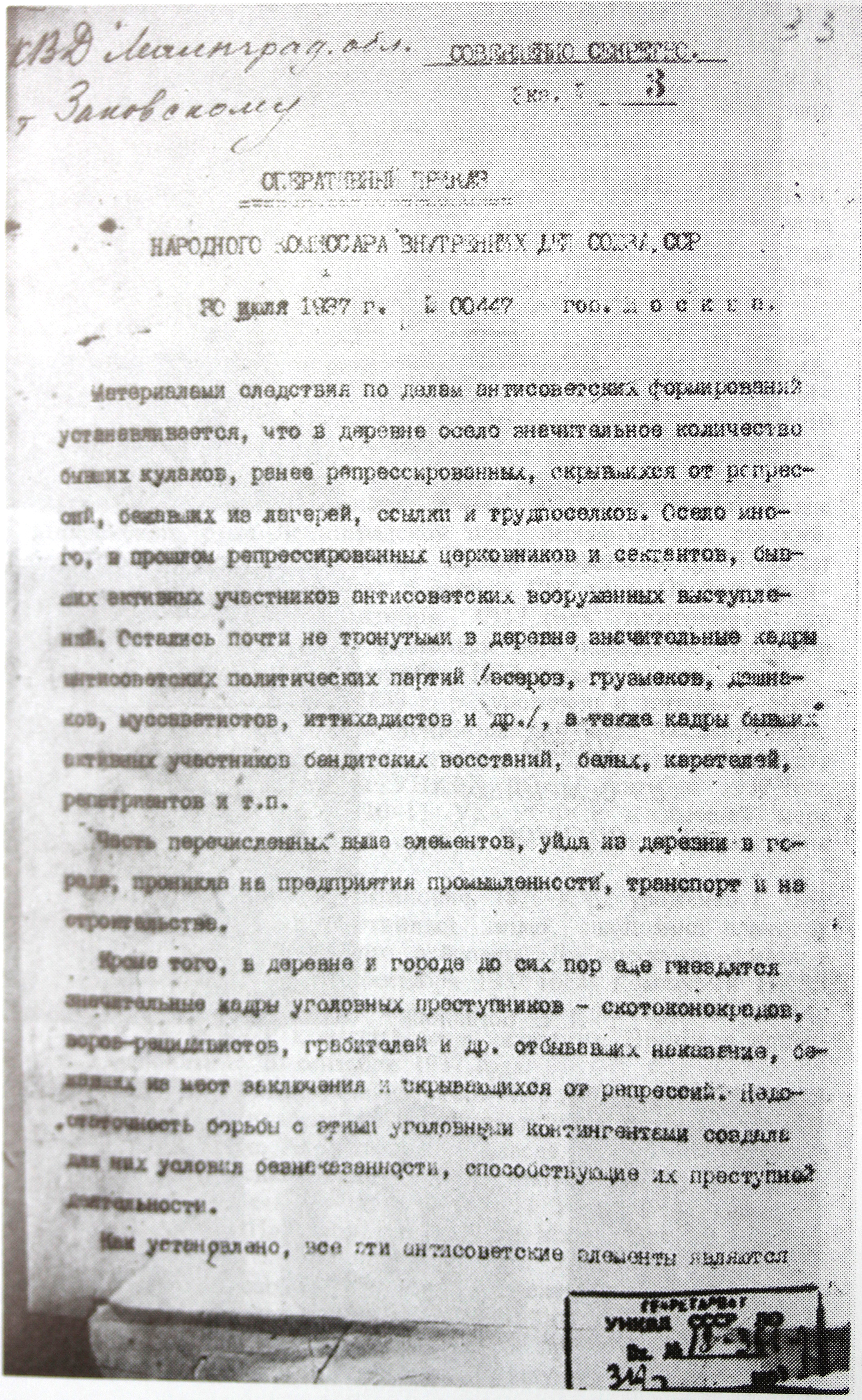
Наказ НКВС № 00447.

Наказ НКВС № 00447 (Оперативний наказ народного комісара внутрішніх справ СРСР № 00447 про операцію з репресування колишніх куркулів, карних злочинців та інших антирадянських елементів; рос. О репрессировании бывших кулаков, уголовников и других антисоветских элементов) — цілком таємний наказ НКВС від 30 липня 1937 року. На підставі цього наказу, починаючи з серпня 1937 року і до листопада 1938-го, ув'язнили від 800 000 до 820 000 людей, з них щонайменше від 350 000 до 445 000 були страчені, решта була відправлена до ГУЛАГу. Таким чином, встановлені спочатку квоти — ув'язнити 233 700 осіб та 59 200 з них розстріляти — були багаторазово перевищені. Операція за цим наказом стала найбільшою масовою операцією Великого терору.
Наказ був оприлюднений лише в 1992 році. Знайдені відтоді документи про його підготовку та проведення вказують на те, що Комуністична партія Радянського Союзу та її керівництво брали безпосередню участь в організації переслідувань та масових страт.
Оприлюднення інформації про наказ примусило переглянути досі панівний погляд на Великий терор як на переслідування суспільної еліти. На відміну від відкритих показових процесів, або менш відомих «національних операцій», операція за наказом № 00447 стосувалась пересічних громадян Радянського Союзу, серед них селян, сільського духівництва, асоціальних елементів, карних злочинців та колишніх членів опозиційних партій. Вироки виносились не звичайними судами, а трійками НКВС.

## Передумови

### Ситуація в Радянському Союзі
Після згортання Нової економічної політики (1927 р.) та з початком впровадження планів зміни суспільного ладу в Радянському Союзі стало розширюватись коло осіб, проти яких діяв адміністративний тиск та переслідування силовими органами, переважно за рахунок тих, у кому радянська влада вбачала своїх ворогів. Примусова колективізація (до 1928 р.) та розкуркулення (до 1929 р.) спричинили місцеві протести, заворушення, повстання та сильний голод (→ Голодомор 1932/33). Зміна ладу на селі в поєднанні з форсованою індустріалізацією СРСР призвели до сплеску внутрішньої міграції. Щонайменше 23 мільйони людей у проміжку з 1926 до 1939 року переїхали з села до міста, що загострило і без того складну ситуацію з постачанням харчів. Також зросла злочинність.
У відповідь на суспільні збурення, спричинені цими змінами, були впроваджені внутрішні паспорти для міського населення. Під приводом впровадження паспортів небажані «елементи» були примусово виселені з міст у так звані робітничі або спеціальні поселення з несприятливим розташуванням. Велику частину переселенців становили ті, кого радянська влада вважала куркулями. Проте засоби переслідування лишалися, на думку державного керівництва, недосконалими: за даними органів внутрішніх справ, приблизно третина депортованих куркулів, або від 600 000 і до 700 000, втекли з поселень. «Розкуркулені» селяни тікали не лише зі спеціальних поселень. Разом з куркулями в міграції брала участь частина населення, чий термін заслання, — зазвичай п'ять років — уже спливав. У більшості випадків вони прагнули повернутись на свою батьківщину або шукали роботу в промисловості. Втеча та міграція колишніх куркулів ставила під загрозу «успіхи» кампанії з розкуркулення і тому привернула увагу Сталіна. На думку Миколи Єжова, керівника НКВС з весни 1936 року, групи куркулів через саботажі та підривну діяльність являли собою загрозу для радянської держави.
Призначені Сталіним на грудень 1937 року загальні, вільні, рівні вибори з таємним голосуванням до Верховної Ради СРСР стурбували багатьох провідних партійних функціонерів. Передовсім їм здавалося, що переслідувані церковники та «куркулі» об'єднаються з іншими «ворогами» радянської влади, аби через вибори вплинути на владу. Це зумовлено ще тим, що «Сталінська конституція» 1936 року, хоч і на папері, але надала сотням тисяч переслідуваних усі права. Багато функціонерів на місцях побоювались, що баланс влади може схилитись проти більшовиків.

### Зовнішньополітичні фактори та ксенофобія
До цих внутрішніх суспільно-політичних факторів додалися також і зовнішні фактори. Радянська влада побоювалась агресивно налаштованих країн, насамперед Німеччини, Польщі, Японії. Радянська пропаганда переносила ці побоювання та припущення в народ: всюду вбачались вороги, шпигуни, змовники, саботажники та шкідники, які послаблювали Радянський Союз ізсередини. Керівні кола були стурбовані тим, що у випадку зовнішньої агресії ці внутрішні вороги, скеровані дисциплінованими колишніми членами партії, та фахівці всередині СРСР можуть розпочати повстання. Масовість повстання могла бути забезпечена сотнями тисяч тих, хто зазнав утисків від радянської влади: розкуркулені, віряни, депортовані, злочинці, соціально ненадійні та інші. Для того, щоб превентивно усунути цю загрозу, були організовані показові процеси — на них були представлені народу цапи-відбувайли за численні негаразди радянської економіки та повсякденного життя й таємні масові операції Великого Терору. Тому, на їхню думку, слід було у випадку війни завадити створенню антирадянської «п'ятої колони».

## Підготовка

### Лист Сталіна від 3 липня 1937 року
3 липня 1937 року Сталін надіслав Єжову та регіональному партійному керівництву й представникам НКВС наказ, який попереднього дня був ухвалений Політбюро, про початок загальнодержавної кампанії з переслідування розкуркулених та «злочинців». Від місцевої влади наказ вимагав у п'ятиденний термін провести всебічну підготовку:
- Залежно від ступеня загрози поділити цільові групи на дві категорії та зареєструвати на місцевому рівні. До першої категорії слід було записати «найбільш ворожих» куркулів та злочинців — їх слід було засудити на смерть та розстріляти. До другої категорії слід було записати «менш активних, але ворожих» — їх слід було депортувати.
- Для суду над зазначеними особами слід створити окремі «суди», так звані трійки. Зазвичай до їхнього складу входив представник НКВС, регіональний партійний лідер і прокурор. Фактично ж трійки являли собою нерегламентовані кримінальним та кримінально-процесуальним законодавством позасудові органи.
- Як кількість взятих на облік у першій та другій категоріях, так і особистий склад трійок мав бути повідомлений у Москву у визначений термін.

Таким чином, кампанія зачіпала кожного, хто постраждав від розкуркулення. 1 січня 1930 року Генріх Ягода, попередник Єжова на посаді керівника НКВС, видав наказ ОДПУ № 44/21. Ним куркулі ділились на три категорії, і для кожної категорії визначались різні покарання: представників першої категорії, якщо вони мали ознаки участі в опорі, слід було розстріляти. Як інструмент також були використані трійки.

### Зворотний зв'язок
У липні 1937 року партійні функціонери та співробітники НКВС надіслали зазначену інформацію до Москви, зокрема, до Комісаріату внутрішніх справ. Таким чином ними був порушений часовий термін та були представлені лише попередні, оцінювальні дані стосовно обох категорій переслідуваних. Протягом липня деякі регіони виправляли кількості переслідуваних, у деяких випадках дуже помітно в бік збільшення. Найбільшу кількість кандидатів на розстріл та депортацію представив перший секретар Московського обкому Микита Хрущов. Станом на 10 липня 1937 року він нарахував 41 305 «кримінальних та куркульських елементів». 8500 пропонувалось розстріляти (перша категорія), 32 805 виселити (друга категорія).
У листах до Москви також зустрічались прохання збільшити кількість переслідуваних. Відповідні пропозиції стосувались ув'язнених, членів «націоналістичних» або «контрреволюційних» організацій, білогвардійців, терористів, спец- та трудових поселенців, «шкідників», підбурювачів або «колишніх», втікачів та їх посібників. Також прямо вимагався дозвіл на переслідування духовенства. Зазвичай Політбюро задовольняло всі прохання з місць, внаслідок чого до назви наказу НКВС додали «інші антирадянські елементи».

### Підготовчі конференції
13 липня 1937 року НКВС видав наказ керівникам регіональних управлінь НКВС прибути на конференцію до Москви. Конференція відбулась 16 липня та послужила координації майбутньої масової операції та з'ясуванню відкритих питань. Стенограма або протоколи цієї конференції не відомі. Свідчення учасників та підготовлені матеріали дають змогу припустити, що на конференції повідомили про те, що кількість переслідуваних за першою та другою категоріями слід вважати не остаточною. Чи просили делегати дозволу застосовувати тортури, досі лишається під питанням. У будь-якому разі розширення визначених Сталіним груп переслідуваних мало обговорюватись.
На регіональному рівні підготовчі конференції тривали до кінця липня. Наприклад, у Західному Сибіру на нараді в Новосибірську 25 липня 1937 року наголосили на необхідності дотримуватись найсуворішої секретності, які спрощення при веденні слідства припустимі та з якою швидкістю його слід проводити. Присутнім також рекомендувалось знайти місця, придатні для здійснення розстрілів та поховання тіл. Учасники засідання в Новосибірську привітали доповідь про майбутню масову операцію «голосними вигуками підтримки».

### Михайло Фріновський як координатор
Провідну роль у координації підготовки, плануванні та пізніше при виконанні наказу НКВС № 00447 відігравав Михайло Фріновський, заступник Єжова. Він повідомляв членів Політбюро про стан підготовки та отримував від нього вказівки. Сталін тричі приймав його в липні 1937 року в робочому кабінеті. Фріновський надав проєкт наказу Єжову 30 липня, він його підписав. Після цього Фріновський відправляє наказ — копії на 15 або 19 сторінках — керівникові сталінської канцелярії, Олександру Поскребишеву, з проханням передати в Політбюро. 31 липня 1937 року наказ був затверджений Політбюро без змін. Того ж дня наказ був відправлений усім керівникам НКВС республіканського, обласного та районного рівнів.

### Попередні накази
Структурним прообразом куркульської операції послужив не лише наказ ОДПУ № 44/21 1930 року, а ще дві кампанії репресій з обмеженим колом дії:
1. Постанова Політбюро від 28 червня 1937 року «Про виявлену в Західному Сибіру контрреволюційної повстанської організації серед висланих куркулів» могла слугувати безпосереднім прообразом куркульської операції, оскільки тут також передбачалося використання так званих трійок. Операція була спрямована проти гаданих прихильників та членів «Російського загальновійськового союзу» (рос. Российский общевоинский союз, РОВС) у Західному Сибіру, яким приписувалось створення розгалуженої мережі диверсійно-повстанських груп, які керувались білими генералами або працювали на користь японської розвідки[29]. Проти всіх активістів «повстанської організації» Політбюро вирішило необхідним застосувати найвищу міру покарання та постановило створити крайову «трійку» в складі начальника УНКВС, прокурора по Західно-Сибірському краю та першого секретаря Західно-Сибірського крайкому партії — для пришвидшеного розгляду слідчих справ на «повстанців».
2. 25 липня 1937 року Єжов підписав секретний наказ НКВС № 00439 «Про операцію з репресування німецьких підданих, які підозрювалися в шпигунстві проти СРСР». Репресивні заходи проти «німецьких підданих» були спрямовані на те, щоб виявити та знешкодити гаданих шпигунів нацистської Німеччини[30].

## Зміст наказу

### Контингенти тих, хто підлягає репресіям
У вступній частині наказу Єжов зазначив, що всі ті, кого вважали ворогами радянської влади, неодмінно мають бути покарані. Він писав, що «перед органами державної безпеки стоїть завдання самим безжалісним чином розгромити всю цю банду антирадянських елементів». Також слід було «раз і назавжди покінчити з їх підлою підривною роботою проти основ Радянської держави». До тих, хто підлягав репресіям, належали:
- Колишні куркулі, які повернулися після відбування покарання, або втекли з таборів чи трудопоселень, або переховуються від розкуркулення й ведуть антирадянську діяльність.
- Колишні куркулі та соціально небезпечні елементи, які перебували в повстанських, фашистських, терористичних і бандитських формуваннях.
- Члени антирадянських партій…, реемігранти, які переховуються від репресій, втекли з місць позбавлення волі й продовжують вести активну антирадянську діяльність.
- Учасники козачо-білогвардійських організацій, а також ті учасники, які утримуються під вартою, слідство в справах яких закінчено, але справи судовими органами не розглянуті.
- Найактивніші антирадянські елементи із колишніх куркулів, карателів, бандитів, білих, сектантських активістів, церковників і інших, котрі утримуються нині в тюрмах, таборах, трудових поселеннях і колоніях і продовжують вести активну антирадянську підривну роботу.
- Кримінальні злочинці, а також ті злочинці, які утримуються під вартою, слідство в справах яких закінчено, але справи судовими органами не розглянуті.
- Кримінально-злочинні елементи, які перебувають у таборах і трудпоселеннях і ведуть у них злочинну діяльність.

### Ліміти та покарання
Наказом зменшувались ліміти для обох категорій. Загалом 59 республік, країв та областей надали перелік із 263 076 колишніх куркулів та злочинців: 85 511 пропонувалось розстріляти, а 181 562 слід було вислати. Наказом передбачалась на близько 29 000 людей менша кількість репресованих: 59 200 належали до першої категорії, 174 500 — до другої. Зменшено ліміти було насамперед представництвам, які подали в сумі понад 4000 кандидатів.
У наказі зазначено, що названі ліміти є лише орієнтовними. Водночас перевищувати їх дозволялося лише за погодженням з Єжовим, самовільно перевищувати ліміти категорично заборонялось.
Іншою відмінністю була міра покарання переслідуваних другої категорії. У листі Сталіна від 3 липня 1937 року передбачалась депортація в трудові поселення. Наказом же встановлювалось покарання арештом та відправкою до таборів строком на 8-10 років.
Наказ також містив інструкції стосовно членів родин репресованих.

### Трійки
Трійки НКВС були «найулюбленішою інстанцією терору в історії радянських масових репресій, від Громадянської війни до розстрілів в Катині». Наказ затверджував особовий склад 64 трійок на республіканському, крайовому та обласному рівнях.
У «куркульській операції» трійки були «оперативним кістяком масового терору» й мали не лише те саме завдання, як і прискорені суди за розкуркулення, а й подекуди тих самих членів, як, наприклад: Станіслав Реденс, Єфім Євдокимов, Леонід Заковський, Василь Каруцький, Борис Бак, Соломон Бак або Роберт Ейхе.
Головою засідань був представник НКВС, матеріали для ухвалення рішень трійкою готували співробітники НКВС — «доповідач» та «секретар» трійки. Це вказує на більший вплив НКВС порівняно з представниками прокуратури та партії.
Інколи особовий склад трійок піддавався істотним змінам. Ще на початку дії наказу Політбюро звільнило одних та поставило на заміну інших членів. Так, 23 та 28 липня 1937 року трійки Саратовської, Омської та Івановської областей були змінені в повному складі. До 20 серпня 1937 року Політбюро внесло зміни в особовий склад ще 17 трійок. Навіть протягом кампанії відбувались зміни в складі трійок: 2 листопада 1937 року призначили 15 нових голів трійок. Звільнені члени трійок самі перетворювались на жертв переслідування. Загальна кількість членів досягла близько 350 осіб.
Керівництво НКВС у Москві й партія мали всі важелі впливу на роботу трійок (наприклад, затвердження збільшення лімітів, затвердження членів трійок), які давали змогу як радикалізувати або посилювати інтенсивність їхньої роботи, так і пригальмовувати.
Існування та функціонування трійок НКВС суперечило тогочасному основному закону — Конституції СРСР 1936 року, кримінальному та кримінально-процесуальному законодавству, згідно з якими судочинство в СРСР та винесення вироків у кримінальних справах мали здійснюватися лише судом.

### Слідство
Основна роль у проведенні слідства належала керівникам республіканського, крайового, обласного управління НКВС. Вони затверджували списки кандидатів на арешт, санкція прокурора при цьому не була потрібна. Також керівник УНКВС відповідав за складання та відправку обвинувального акта, часто не більше сторінки, до трійки.
Слідство проводилось в «пришвидшеному та спрощеному порядку». Елементарні стандарти права не дотримувались. Засідання відбувались за зачиненими дверима, за відсутності звинуваченого не залишаючи йому жодної можливості захисту. Перегляд рішень трійок наказом передбачений не був, тому стало можливим швидко виконувати вироки. На відміну від процесів проти партійної еліти, зізнання звинувачених не відігравали великої ролі
Спрощений порядок судочинства, що застосовувався до переважної більшості статей кримінального кодексу СРСР, фактично порушував норми Конституції СРСР 1936 р. та кримінально-процесуального кодексу СРСР, які вимагали повного та всебічного розгляду кримінальних справ. Спрощені схеми слідства та судочинства відповідними змінами до КПК допускалися лише для випадків переслідування громадян, причетних до терористичних актів та організацій, диверсій та шкідництва, хоча суперечили нормам 111 статті Конституції (на рахунок судочинства), яка передбачала без винятків відкритість судового процесу та забезпечення обвинуваченому права на захист.

### Часові межі та пріоритети
Передбачалось, що кампанія розпочнетеся в різних регіонах в різний час. Загальний початок був запланований на 5 серпня 1937 р., в республіках Центральної Азії на 10 серпня, а в Східному Сибіру, Красноярському краї та на далекому сході — 15 серпня. Передбачалось, що кампанія триватиме до чотирьох місяців.
Спочатку мала розпочатись кампанія проти першої категорії переслідуваних. Наказ зазначав, що кампанія проти другої категорії переслідуваних мала розпочатись після особливих наказів Єжова. Навіть якщо в місцевому УНКВС вже завершена кампанія проти першої категорії, для початку кампанії проти другої категорії потрібен був дозвіл Єжова. Такий порядок був встановлений організаторами кампанії з практичних міркувань: у липні 1937 ще не було відомо, коли стане доступно достатньо місця для депортованих за другою категорією. В деяких місцевостях трійки прирікали на смерть в першу чергу тих, хто вже був тривалий час у в'язниці. Таким чином, звільнялось місце для наступних жертв. Також окремими пунктами наказу трійкам дозволялось виносити смертні вироки тим, хто тривалий час перебував під слідством.

### Фінансування операції та використання в'язнів
Політбюро наказало Раді Народних Комісарів виділити НКВС 75 мільйонів карбованців з резервного фонду для проведення масових операцій. З них, 25 мільйонів карбованців призначались як плата за перевезення ув'язнених другої категорії залізницею. 10 мільйонів карбованців були призначені на спорудження нових таборів. Ув'язнені мали бути направлені на вже існуючі великі будівництва ГУЛАГу, зводити нові табори, або працювати в лісозаготівельній промисловості.

## Перебіг виконання наказу

### Правила проведення операції
Оперативним наказом № 00447 були встановлені межі репресій. Ряд директив, виданих керівництвом НКВС в першій половині серпня 1937 р. конкретизували його, і можуть розглядатись як положення про виконання наказу. Наприклад, директива № 409, видана Єжовим, регулювала проведення каральної операції у виправно-трудових таборах ГУЛАГу. Якщо наказ НКВС № 00447 обмежив кількість смертних вироків у 10 000, то в підсумку страчено 30 178 в'язнів.
Директиви також торкались страт у спеціальних в'язницях (політізоляторах), в яких утримувались «найзліші вороги радянської влади». Тут також перевищили встановлені показники страчених та терміни виконання наказу.
Вплив на перебіг виконання операції мала не лише Москва: відомо, що народний комісар внутрішніх справ України Ізраїль Леплевський своїми наказами розставляв окремі акценти. Наприклад, він вимагав посилити роботу там, де траплялись нещасні випадки на залізниці, оскільки він вбачав там саботаж та шкідництво. Також він зосереджував терор на церкві та «сектах».
15 серпня 1937 р. був виданий Наказ НКВС № 00486 про початок репресій проти «зрадників батьківщини, членів правотроцькістських шпигунсько-диверсійних організацій, засуджених військовою колегією і військовим трибуналом за першою та другою категоріями, починаючи з 1 серпня 1936 року», а також про порядок «арештів дружин зрадників батьківщини, учасників право-троцькістських організацій, шпигунів і диверсантів». Тут був формалізований часто застосований в Радянському Союзі (а згодом — в Нацистській Німеччині; нім. Sippenhaftung) принцип відповідальності членів родин засуджених. Наказом був встановлений порядок арешту і засудження ОС НКВС дружин-рос. ЧСИР (членів родин зрадників батьківщини) на 5-8 р. і розміщення їх дітей у дитбудинках. Діти, старші 15 р. і визнані «соціально небезпечними», підлягали арешту. Всього по цій операції заарештовано 18 000 жінок і «вилучено» понад 25 000 дітей.

### Етапи кампанії
«Куркульська» операція мала, згідно з наказом, завершитись на початку грудня 1937 р. На початку грудня цей термін перенесли на кінець грудня 1937 р. Кінець року не став кінцем кампанії, а лише завершенням першої фази. Однак на початку 1938 р. питання продовження «куркульської» кампанії ще не вирішили остаточно. Після того, як до кінця минулого року кількість смертних вироків наблизилась до виділених лімітів, у Трійках запанувало відчуття невизначеності. У НКВС також стали лунати думки про припинення спричиненого необхідністю виконання лімітів свавілля. Однак такі думки жорстко припинялись лайкою, колективним тиском та дисциплінарними покараннями. У Прокуратурі деякі працівники стали виступати за впровадження контролю над винесенням вироків трійками. Ці поодинокі ініціативи виникали ще й тому, що до Прокуратури надходили скарги про вироки трійок та двійок проти партійних працівників та представників номенклатури. Невпевненість спонукала Генерального прокурора Андрія Вишинського написати листа, в якому Прокуратурі наказано переглядати відповідні вироки лише в надзвичайних випадках.
У листі від 8 січня 1938 р. Фріновський зазначив, що керівники УНКВС мали зосередити увагу на пошуку куркулів та інших антирадянських елементів на залізничному транспорті, оскільки їхнє шкідництво начебто стало причиною гігантських провалів у цьому секторі економіки. У підсумку, на початку 1938 р. операція не була завершена, натомість розпочалась друга фаза. Офіційним початком другої фази стала постанова Політбюро від 31 січня 1938 р. В залежності від регіону, вона мала завершитись щонайпізніше до 1 квітня 1938 р. Виданий Сталіним наказ збільшував ліміти: 48 000 (перша категорія) і ще 9200 відправити до таборів (друга категорія). У новому році кампанія набула ще жорстокіших рис. У деяких регіонах майже всі вироки були смертними. Так, трійки в Україні та Молдовській Автономній Соціалістичній Радянській Республіці з 1 січня до 1 серпня 1938 р. відправили 830 чоловік до таборів, а 36 393 отримали смертний вирок.
Одним з чинників особливої жорстокості репресій в Україні стали зміни в партійному керівництві: 27 січня 1938 р. першим секретарем Комуністичної Партії України став Микита Хрущов. Також в особливо великих обсягах «антирадянські елементи» виявлялись на Далекому Сході. Фріновський, який відвідував цей регіон у відрядженнях, 27 липня 1938 р. надіслав прохання збільшити ліміти, він пропонував збільшити на 15 000 ліміт на розстріли та на 5000 ліміт на депортації. Політбюро затвердило нові ліміти через чотири дні.
Протягом другої фази виконання наказу основну увагу «органів» зосередили на «інших антирадянських елементах»; істотно збільшилась їхня частка, а частка «злочинців» зменшилась. Посилили роботу з виявлення та знешкодження «внутрішніх ворогів», які потенційно могли б служити іншим державам. На перший план вийшло переслідування колишніх соціал-революціонерів. Сам Сталін вимагав від Єжова в листі від 17 січня 1938 р. посилити проти них переслідування.

### Конвеєрне судочинство, змагання, та збільшення лімітів
Судочинство поставили в трійках на конвеєр. З протоколів засідань трійок можна дізнатись про кількість винесених ними вироків за кожне засідання: Ленінградська трійка, наприклад, 9 жовтня 1937 р. винесла 658 смертних вироків ув'язненим на Соловецьких островах. Трійка Татарської АРСР 28 жовтня 1937 р. винесла 256 смертних вироків, 6 січня 1938 р. вже 202. Карельська трійка розглянула 20 листопада 1937 р. 705 справ, винесла 629 смертних вироків. Того ж дня Краснодарська трійка винесла 1252 вироки. Омська трійка 10 жовтня 1937 р. винесла 1301 вирок, із них 937 на смертну кару; 15 березня 1938 р. було винесено 1014 вироки, 354 з них на смерть.
Уже на початку куркульської операції місцеві працівники стали виступати з проханнями збільшення лімітів. Вагомим чинником цих прохань було намагання голів трійок показати себе радикальнішими, вірнішими «лінії партії» за своїх попередників. Тому в багатьох трійках кампанія поєднувалась зі змаганням за вищі показники роботи. В Омську призначений 28 липня 1937 р. голова трійки вже 1 серпня 1937 р. просив Луб'янку збільшити ліміти. Він пояснив це «стаханівськими темпами», з яким було вже заарештовано 3008 осіб за першою категорією.

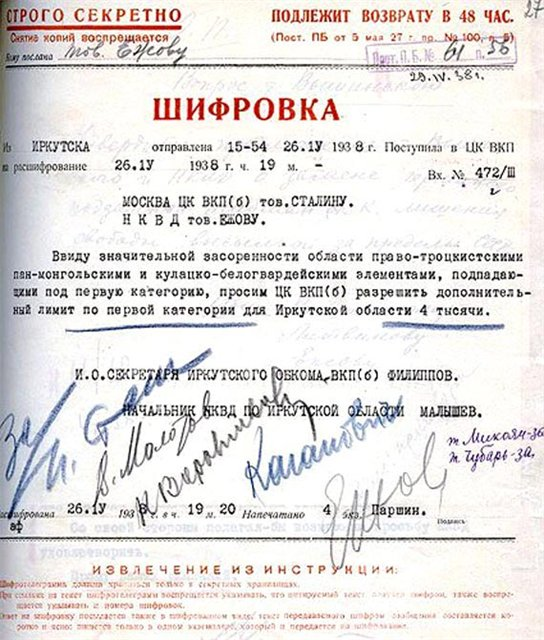
26 квітня 1938 р. представники партії та НКВС в Іркутську звернулись до ЦК з проханням збільшити ліміт за першою категорією згідно з наказом № 00447 на 4000. 29 квітня 1938 р. Політбюро задовольнило це прохання.

Протягом всієї операції до керівництва в Москві надходили прохання про, інколи істотне, збільшення лімітів. Подекуди місцеве керівництво, як, наприклад, народний комісар з внутрішніх справ України Ізраїль Леплевський, відправляло подібні прохання декілька разів. Майже завжди прохання були задовільнені. Досі невідомі випадки, коли б місцеве керівництво наважилося б не перевищити визначені наказом НКВС № 00447 ліміти, хоча таку можливість у ньому було чітко передбачено. На місцях ліміти сприймались як будь-які інші планові показники соціалістичного господарства, і з таким же натхненням місцеве керівництво прагнуло їхнього виконання та перевиконання.
Збільшення лімітів не було виключно «ініціативою знизу». Відомі випадки, коли ініціативи збільшити ліміти висловлювались у керівництві партії та НКВС. Наприклад, 15 жовтня 1937 р. Політбюро ухвалило збільшення лімітів на 120 000 осіб, з них: 63 000 за першою категорією, та 57 000 — за другою.

### Регіональні відмінності
Виконання наказу мало регіональні відмінності. В залежності від того, чи були в них наявні представники названих в наказі НКВС № 00447 цільових груп в достатніх кількостях. Якщо таких не вистачало, під репресії потрапляли представники менш чітко окреслених груп. Також відігравало значення ставлення місцевого керівництва до цих груп. Якщо в них вбачались вороги, то репресії служили нагодою позбутись від таких подразників.
В Пермському краї вимушені оселитись тут «трудпоселенці» постраждали від репресій особливо сильно: кожен третій засуджений трійками НКВС був «трудпоселенцем». В Західному Сибіру велику роль мала боротьба проти РОВС. В українському Донбасі була нетипово висока (як для України) частка «контрреволюційного елементу» серед загальної кількості засуджених, в Донецькій області потерпали маргінальні групи. Натомість, в Київській області, особливо постраждали представники релігійних спільнот різних конфесій та течій, відгалужень від Російської Православної Церкви.
Жертвами «куркульської» операції стали не лише учасники повстань періоду колективізації, а й раніших заворушень, які відбувались ще в часи воєнного комунізму. Так, в Алтайському краї колгоспні та радгоспні «шкідники» потрапили до поля зору НКВС. Однак, під репресії потрапили й учасники Сорокінського повстання 1921 р., яке проходило під гаслами «За чисту радянську владу», «Ради без комуністів» та в якому взяло участь від 5 до 10 тис. чоловік. Всього трійкою по Алтайському краю було репресовано 134 особи як «учасників Сорокінського повстання». Помітне жорсткіше ставлення слідчих органів до учасників повстання: частка смертних вироків становила 70 % проти 46 % в середньому по вироках винесених трійкою в Алтайському краї. Боротьба проти злочинців стояла на першому місці в Ленінграді та Ярославській області.
Наказ НКВС № 00447 не передбачав жодних арештів в Якутській АРСР. Цей регіон був пропущений в наказі тому, що відповідальний за нього керівник УНКВС зміг аргументовано довести відсутність там кулаків і шпигунів. Арешти в Якутії повернулись з національними операціями НКВС.

### Звітність
Наказ зобов'язував керівників УНКВС республіканського, крайового та обласного рівнів відправляти в центр 1, 5, 10, 15, 20 та 25 числа кожного місяця шифровані телеграми з короткою інформацією про стан виконання наказу та повніші доповіді листами (поштою). Відповідальність несли керівники місцевих УНКВС. На основі цих телеграм, в 8-му відділі ГУДБ НКВС СРСР готувались звідні доповіді. Всього протягом всієї операції було підготовлено 36 звідних доповідей.
На додачу до статистичних показників, центр вимагав від керівників УНКВС надсилати інформацію про «політичні настрої населення» про ставлення населення до кампанії. Також Єжов вимагав надавати йому інформацію про кількість виявлених «контрреволюційних груп» та про кількість вилученої у них зброї. Цими даними центр намагався спонукати регіональні УНКВС звернути увагу на організовану контрреволюційну та кримінальну діяльність.
15 грудня 1937 р. Єжов зобов'язав голів УНКВС надати йому підсумкову інформацію про досягнення у виконанні наказу НКВС № 00447. Після продовження операції до 1 січня 1938 р. термін надання доповідей було пересунуто на 15 січня 1938 р. В цим наказом Єжов вимагав йому надати інформацію про всі операції НКВС. На основі статистики ГУДБ НКВС СРСР, станом на 31 грудня 1937 р. результати «куркульської» операції мали такі значення: 555 641 арештованих, із них 553 362 засуджено, із них 239 252 на смерть. 314 110 були засуджені на строки в таборах або в'язницях. 14 600 ув'язнених таборів були приречені на страту.

### Слідчі справи
Арешти відбувались на основі ордерів. Ордери, ймовірно, видавались відповідно до списків, підготовлених районними відділами НКВС. При обшуках у дуже небагатьох випадках вдавалося знайти докази провини. Інколи за доказ служили листи від друзів або родичів з-за кордону, календарі з портретом царя, мисливські рушниці з набоями. Зазвичай протокол обшуку підписувався спільно з місцевим посадовцем, наприклад, на селі це був голова колгоспу або сільради, у місті — співробітником домоуправління.
Допити підозрюваного зосереджувались на політичному та соціальному минулому. Інтерес становили питання про колишні судимості, слідства проти нього, вироки або рішення.
У багатьох випадках НКВС брав на себе перевірку даних підозрюваного. Перш за все НКВС звертався до сільради або міськради по довідку про діяльність підозрюваного. Особлива увага приділялась соціальному походженню, політичній діяльності в минулому та трудовій моралі. У таких довідках могло відбиватись упереджене ставлення місцевої влади до підозрюваного.
Там, де було можливо, до справ підозрюваних додавались агентурні матеріали чи дані розвідувального або міліцейського обліку. Багато важили неодноразові арешти, втечі з в'язниць або таборів, повторні вироки. Однак такі відомості знаходилися не для всіх жертв репресій.
Для посилення аргументів у справи додавались інші архівні матеріали, протоколи допиту свідків. Свідки виступали з боку звинувачення, свідки зі сторони захисту в справах не зустрічаються. Часто свідками виступали представники місцевої «номенклатури», такі як голови колгоспів або члени партії. Деякі свідки були опитані ще до арешту підозрюваного, що розмивало межі між ролями «свідка», «інформатора» та донощика.
На основі зібраної інформації НКВС складався обвинувальний висновок. Доповідач укладав стисле описання справи для протоколу засідання трійки. Для подальшого пришвидшення процесу протоколи засідання трійки стали містити ще менше інформації, зазвичай це було скорочене викладення пунктів звинувачення.
Якщо трійка виносила вирок на розстріл, до справи додавався витяг з акту про розстріл. Прокуратура, переглядаючи через роки та десятиліття справи, часто не знаходила підстав для засудження, які б відповідали принципам права.
Аналіз слідчих справ вказує на те, що куркульська операція жодним чином не була самовільним, поодиноким випадком застосування насильства, а бюрократично, ретельно організованою кампанією. Вона мала змінити устрій соціалістичного суспільства, аби він відповідав прагненням Сталіна. У вироках віддзеркалені систематичні заходи державного тероризму для чистки радянського суспільства від «елементів», які відмовлялись від проголошених чиновниками цілей.

### Засоби керування
Місцеві органи НКВС були звільнені від звичного контролю з боку держави. Ухвалення вироків відбувалось у межах декількох ієрархічних інстанцій усередині однієї установи. Керівництву НКВС СРСР у Москві не повідомляли про виконання вироків; протоколи трійок, справи та облікові картки засуджених відправлялись до Москви заднім числом.
Однак партійний центр та керівництво НКВС не відмовились від контролю повністю. Засобами контролю залишились регулярні звіти, ротації особового складу трійок, рішення про виділення лімітів та видача наказів і різних циркулярів.

## Завершення

### Усунення Єжова
На початку листопада 1938 року стали з'являтись ознаки наближення кінця Великого Терору та «куркульської операції». 22 серпня заступником Єжова був призначений Лаврентій Берія. Крім того, 8 жовтня 1938 року Політбюро створило комісію в складі Єжова, Берії, Вишинського, Маленкова та Рижкова, яка розробила нові правила прокурорського нагляду та проведення слідства.
15 листопада 1938 року Політбюро затвердило підготовлений комісією проєкт директиви. Згідно з нею, наказувалось з 16 листопада 1938 року й до подальших розпоряджень припинити розгляд усіх справ трійками, військовими трибуналами та Військовою колегією Верховного Суду СРСР. Це рішення Ради Народних Комісарів та Центрального комітету партії було підписане 17 листопада Сталіним та Молотовим. Директива була передана наркомам внутрішніх справ та першим секретарям ЦК національних компартій, керівникам УНКВС республік, країв, областей, першим секретарям край- та обкомів, республіканським крайовим та обласним прокурорам. Загальна кількість адресатів становила близько 14 тис. осіб. Великий Терор завершився так само, як і розпочався — рішенням Політбюро.
25 листопада 1938 року Берія очолив НКВС. Відповідальність за допущені під час Великого Терору порушення була покладена на Єжова, який 10 квітня 1939 року був заарештований, а вже 4 лютого 1940 року страчений.

### Критика помилок та перенесення відповідальності
У директиві Ради Народних Комісарів від 17 листопада 1938 року Сталін та Молотов підбили підсумки репресій. Ними була позитивно оцінена кампанія проти внутрішньопартійної опозиції (троцькістів та бухарінців) та масові кампанії проти куркулів, злочинців, антирадянських елементів тощо. Водночас вони піддали гострій критиці допущені НКВС та прокуратурою «помилки», які спричинили «порушення революційної законності». Такі негаразди, за словами Сталіна й Молотова, були допущені ворогами, яким вдалось пролізти в НКВС та прокуратуру й вирвати їх з-під партійного контролю.
Як наслідок, наказ від 17 листопада 1938 року не лише зупинив Великий Терор, а й перетворив НКВС на цапа відбувайла.

### Кількість жертв
У передмові до секретної промови на XX з'їзді КПРС (1956 р.) партійний та державний лідер Микита Хрущов зачитав статистику жертв сталінізму. Згідно з озвученими ним даними, протягом Великого Терору ув'язнено 1,5 мільйона людей, з них понад 680 000 страчено. Однак ці цифри не враховують всіх жертв кампанії, оскільки до них не увійшли , зокрема, смертельні випадки під час слідства або перевищення лімітів у Туркменській РСР.
Сучасні російські історики оцінюють кількість ув'язнених лише в «куркульській операції» до 820 000, з них від 437 000 до 445 000 були розстріляні. Також існують оцінки в близько 800 000 ув'язнених, з них від 350 000 до 400 000 розстріляних.
Таким чином, близько 50,4 % загальної кількості засуджених під час «куркульської операції» були приречені на смерть, у той час як у «національних операціях» зазвичай понад 70 % засуджено до смертної кари.
Через одночасні або такі, що слідували одна за одною, кампанії терору та переслідувань, тюрми, табори та поселення ГУЛАГу були заповнені понад міру. Кількість ув'язнених зросла з 786 595 (1 липня 1937 р.) до понад 1 126 500 (1 лютого 1938 р.), понад 1 317 195 (1 січня 1939 р.). Через це погіршились і без того несприятливі умови утримання в ГУЛАГу. За радянськими даними 1937 року, загинуло 33 499 ув'язнених, роком по тому ця кількість вже становила 126 585. Під час депортації та перевезення 1938 року загинуло на 38 000 людей більше в порівнянні з попереднім роком. За даними тогочасної статистики, 1938 року понад 9 % ув'язнених, або трохи більше 100 000 осіб, були непрацездатними через хвороби, інвалідність або знесилення. 1939 року кількість непрацездатних, не враховуючи інвалідів, становила вже 150 000 осіб.

## Репресії виконавців та реабілітація жертв

### Чистка НКВС
Призначений замість Єжова Берія здійснив «чистку» НКВС і примусив 1939 року понад 7000 співробітників (понад 22 % загальної кількості) полишити службу в органах. З кінця 1938-го й до кінця 1939 року за його наказом ув'язнили 1364 співробітники НКВС, крім того, майже все керівництво НКВС республіканського та районного рівня замінили. Посадовці на особливо високих постах були розстріляні.
Берія реабілітував деяких жертв часів правління Єжова. Водночас боротьба проти «шкідників», «заколотників» та «ворогів» тривала й надалі, з використанням тих самих методів, які ставились у провину іншим співробітникам НКВС. Обсяг переслідувань знизився, оскільки змінились завдання політичної верхівки та Сталіна. Відтоді масові операції більше не проводились.
Багато членів трійок були репресовані. 47 представників НКВС, 67 членів партії і два представники прокуратури були засуджені до смертної кари.

### Реабілітація жертв
Дискусії про реабілітацію жертв репресій розпочались ще за життя Сталіна в період з 1939 по 1941 рік (т. зв. «Берієвська відлига») у зв'язку з розслідуваннями «соціалістичної законності». Постало питання доцільності перегляду справ та механізмів її здійснення. У відповідних наказах і постановах вказали, що перегляд вироків мав здійснюватися колишніми слідчими або їхніми наступниками, і перебував під контролем 1-го спіцвідділу НКВС та відповідних відділів УНКВС республік, країв, областей. Прокуратура здійснювала власне розслідування лише в окремих випадках, зазвичай, її втручання вимагалось за надто кричущих порушень закону. З листопада 1938 і до 1941 рр. перегляд вироків став централізованим. Замість диференційованого підходу до кожної справи, всі вироки мали переглядатись «особою нарадою». Як наслідок, перегляд уповільнився. Випущені на свободу залишилась під наглядом «органів». Повторні слідства рідко відкривали нові факти. Інколи НКВС допитувало додаткових «свідків». Навіть найменші підтвердження порушення лояльності звинувачуваних призводили до відмові подальшого перегляду справи. Знайдені формальні помилки в документах слідства не означали автоматичної ануляції відповідного вироку. Взагалі, перегляд вироків та звільнення засуджених лишились нечастими винятками.
5 березня 1953 р., невдовзі по смерті Сталіна, Берія наказує звільнити переповнені та перевантажені табори ГУЛАГу. 27 березня 1953 р. звільнили 1,2 мільйона в'язнів. Політичні в'язні амністовані не були, натомість, звільнили тих, кого не вважали загрозою до суспільства, та засуджених за загальними статтями Карного кодексу СРСР.
Після арешту Берії 26 червня 1953 р. ця політика була продовжена. Спеціальні комісії переглядали справи засуджених за «контрреволюційні злочини». Членами цих комісій були високопосадовці з НКВС та Прокуратури, установ, які брали участь в «національних» та «куркульських» операціях. Усього розглянули близько 237 000 справ засуджених за 58 статтею Карного кодексу РСФРР, що становило 45 % усіх ув'язнених за цією статтею. 53 % розглянутих справ залишили в дії, 43 % послабили так, що засуджених випустили на волю, 4 % скасували.
У другій половині 1955 р. також амністували деяких «політичних» в'язнів. Наприкінці 1955 р. загальна кількість ув'язнених в таборах ГУЛАГу досягла 2,5 мільйона. Невдовзі до XX з'їзду КПРС кількість політичних в'язнів становила близько 110 000. По завершенню з'їзду була створена комісія для перегляду вироків за 58 статтею. До кінця 1956 р. з ГУЛАГу на свободу вийшло близько 100 000 людей. На початку 1957 р. на свободу випустили ще близько 15 000 засуджених за 58 статтею. Так, через 20 років по завершенню Великого Терору останні його жертви опинились на свободі. До того, їхні терміни ув'язнення весь час подовжувались. Родини страчених до 1980-х років отримували брехливі повідомлення про смерть своїх рідних в трудових таборах. Справжні місця та дати поховання стали оприлюднювати лише з 1989 р.
Також протягом та по завершенню Перебудови не відбулось реабілітації всіх без винятку засуджених позасудовими органами, крім того, самі органи та їх вироки не визнані незаконними. Їхні вироки лишаються в силі. За статтями 3 та 5 закону РСФРР про реабілітацію від 18 листопада 1991 р. дозволяється реабілітація лише засуджених за «політичними» статтями. Вироки за «карними» статтями залишаються переважно в дії.

## Дослідження, значення, пам'ять

### Оприлюднення та дослідження
Вперше наказ надрукували в газеті «Труд» 4 червня 1992 р. Інші документи про масові операції Великого терору були надруковані в тижневику Московские новости 21 липня 1992 р. На той час припала підготовка до широкого засудження КПРС. До того часу інформація про масові операції була повністю засекречена. Навіть в секретній промові 1956 р. Микита Хрущов, який належав до учасників «куркульської операції», не згадав її жодним словом.
Дослідження масових операцій істотно змінило уявлення про використання насильства в Радянському Союзі. Праці Роберта Конквеста 1968 р. та відповідь на них з боку т. зв. ревізіоністів зосереджували увагу — оскільки всі відомості про масові операції зберігались в таємниці — на переслідуванні представників еліти. Тобто, вони торкнулись лише «вершини айсберга».
Навіть відкриття обмеженого доступу до неповних архівів дозволило віднайти важливі документи про масовий терор та «куркульську операцію». Згодом були випущені збірки документів в перекладі різними мовами. «Куркульська операція», як найбільша з масових операцій Великого терору, більше не була таємницею, і стала складовою історії сталінізму та історії Радянського Союзу.
Наразі, відома велика кількість документів стосовно «куркульської операції». Серед них є й ті, які однозначно доводять, що відповідальність за переслідування та масові страти лежить на партійному та державному керівництві СРСР.

### Планування та централізація
Поява та інтерпретація нових джерел ставить під удар тези «ревізіоністів», що Сталін зі своїми найближчими прибічниками обіймав лише помірковані позиції. Документи доводять, що керівництво КПРС, особливо Сталін, розпочало, проводило та завершило кампанію. Визначення окремих жертв та груп терору відбувалось не випадково, а на систематичній основі. Здійснення терористичної кампанії відбувалось згідно з чіткими офіційними приписами.
Досі не існує вичерпної відповіді на спірне питання історіографії, хто задавав тон у відносинах між центром та периферією. Теза про домінування периферії в здійсненні Великого терору, наразі, має тримати оборону. Дослідження виконання наказу НКВС № 00447 в радянській провінції показують, що вплив з центру залишався визначальним, хоча Політбюро та НКВС визнали за місцевими каральними органами істотну свободу дій. Якщо розглядати відокремленість «куркульської операції», то слід говорити про «контрольовану або розраховану відокремленість»

### Історичний контекст
Ряд дослідників вважають «куркульську операцію» складовою насильницької політики у відповідь на наслідки здійсненої більшовиками радикальної суспільної трансформації. Зокрема, в першу половину 1930-х років розпочалась форсована індустріалізація, примусова колективізація, розкуркулення та чистка міст впровадженням внутрішніх паспортів. Великий Терор був відповіддю на непередбачені наслідки цієї «другої революції». Він був потрібен для того, аби видалити з молодого радянського суспільства його найзатятіших ворогів. Влада спробувала створити із допомогою насильства однорідний соціальний та національний лад, створити радянську людину на кістках попередників. У цьому сенсі Великий Терор, істотною складовою якого був наказ НКВС № 00447, слід сприймати як проєкт соціальної інженерії.
Американський історик Джон Арчібальд Гетті вважає, що наказ мав епохальне значення. Американський дослідник економічної історії Пол Грегорі називає наказ найбрутальнішим державним наказом XX століття. Прямою мовою, не вдаючись до евфемізмів, типових для нацистів, у ньому сформульовано логіку та засоби для здійснення масових репресій без жодної спроби приховати його вбивчі наслідки.
Багато дослідників геноциду та історії Східної Європи схиляються до того, щоб назвати Великий Терор геноцидом. Американський історик Норман Наймарк пропонує розширити сучасне визначення геноциду, аби під його визначення підпадали великі масові кампанії радянського періоду, до яких належить і Великий Терор разом з куркульською операцією. Його колега Рональд Грігор Сюні називає Великий Терор «політичним Холокостом». Німецькі дослідники історії Східної Європи Йорг Баберовскі та Карл Шльоґель вбачають у масових операціях Великого Терору «радянський варіант остаточного вирішення» та проявом «спроби вирішення соціального питання».

### Пам'ять

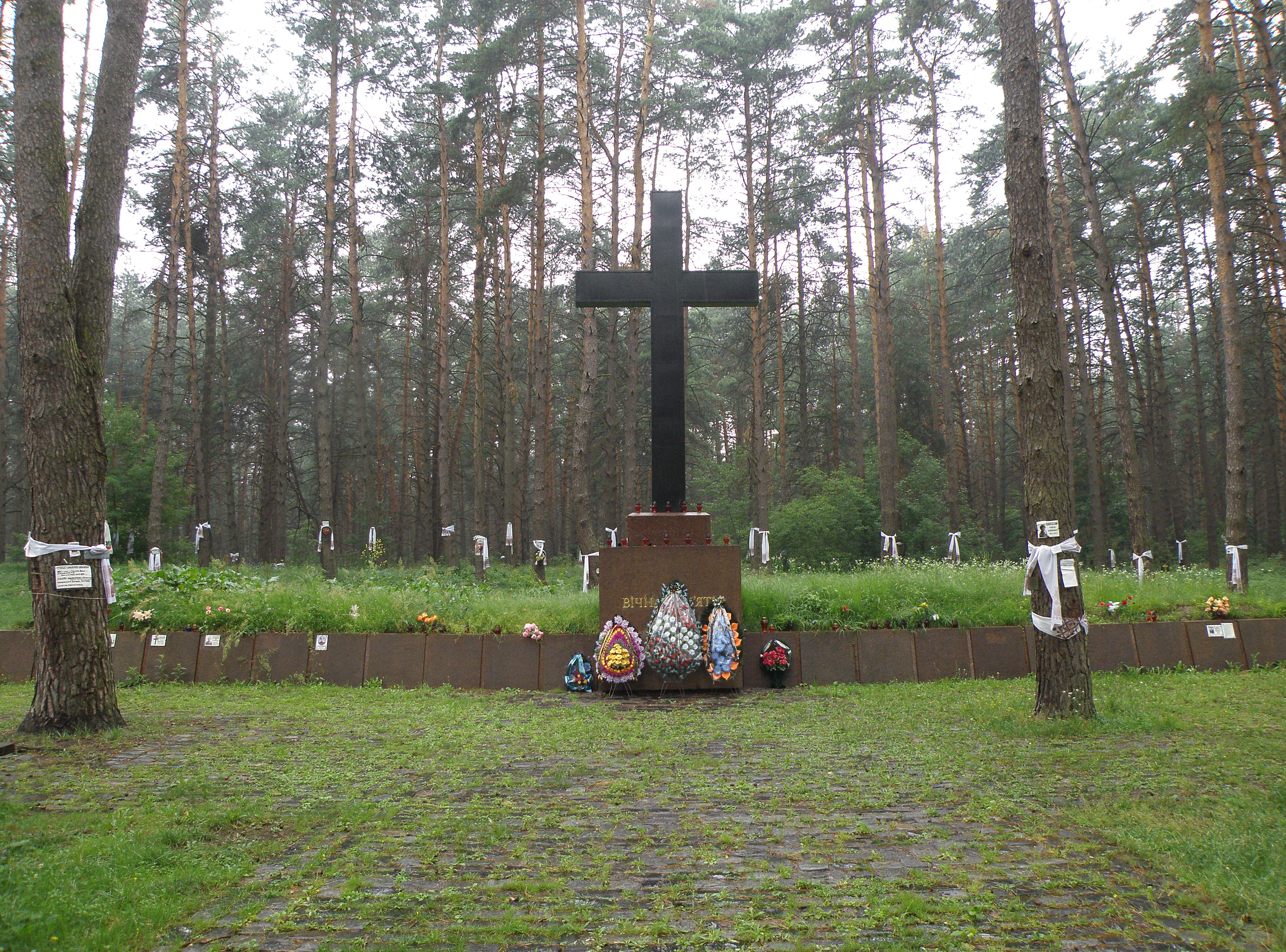
Пам'ятний знак в історико-меморіальному заповіднику «Биківнянські могили» поблизу села Биківня на Київщині.

Особисті спогади про Великий терор були витіснені колективним досвідом участі Радянського Союзу в Другій світовій війні: «Велика Вітчизняна війна» забрала щонайменше 20 мільйонів життів. Завдяки перемозі над фашизмом, Радянському Союзу вдалось затвердити себе як наддержаву.
Після розпаду Радянського Союзу почалось створення пам'ятних книг про жертви сталінізму. Правозахисна організація Меморіал займається складанням якомога більш охоплюючих книг пам'яті. У цих книгах також згадані й жертви наказу НКВС № 00447.
У книгах наведені основні біографічні дані переслідуваних: місце та дата народження, місце роботи, національність та адреса проживання. Також наведено інформацію про ув'язнення, вирок, установа яка виносила вирок та його виконання. Також в книгах може бути наведена інформація про соціальний статус жертви, освіту, членство в партії та попередні судимості.
З середини 1990-х були встановлені деякі місця масових страт та масових поховань. Робляться спроби створити в цих місцевостях меморіали в пам'ять жертв масових операцій НКВС.
21 травня 2007 р. Президент України Віктор Ющенко підписав Указ № 431/2007 «Про заходи у зв'язку з 70-ми роковинами Великого терору — масових політичних репресій 1937—1938 років». Указ підписаний на підтримку ініціативи громадськості «з метою належного вшанування пам'яті жертв політичних репресій, привернення уваги суспільства до трагічних подій в історії України, викликаних насильницьким впровадженням комуністичної ідеології, відродження національної пам'яті, утвердження нетерпимості до будь-яких проявів насильства проти людства», встановлений День пам'яті жертв політичних репресій.